# Metromedia
Metromedia (también conocida como MetroMedia) fue una empresa de medios de comunicación estadounidense que tenía señales de radio y televisión en Estados Unidos desde 1956 hasta 1986 y tuvo posesión de Orion Pictures desde 1988 hasta 1997. Metromedia se creó en 1956 después de que DuMont Television Network cesara sus operaciones y sus estaciones de propiedad y operación se transfirieran a una compañía diferente. Metromedia vendió sus señales de televisión a News Corporation en 1985 (que News Corp. luego usó para formar el núcleo de Fox Television Stations), y separar sus estaciones de radio en una compañía diferente en 1986. Metromedia luego compró participaciones de propiedad en varios estudios de cine, incluido el control de la propiedad en Orion. En 1997, Metromedia cerró y vendió sus activos de medios restantes a Metro-Goldwyn-Mayer.

## Tipografía
A partir de 1967, las señales de televisión de Metromedia empezaron a utilizar un tipo de letra sans-serif para su logotipo al aire. El tipo de letra era uno patentado llamado Metromedia Television Alphabet, que era tan característico como el tipo de letra empleado por la unidad Group W de Westinghouse Electric para sus estaciones de radio y televisión a partir de 1963. Metromedia Television Alphabet se usó para los números de canal de sus estaciones de televisión hasta 1977, cuando se introdujo otro tipo de letra modelado ligeramente después de la familia Futura.[cita requerida]

## Antiguas estaciones de Metromedia
Las estaciones se enumeran alfabéticamente por estado y ciudad de licencia.
- Dos asteriscos en negrita que aparecen después de las letras de identificación de una estación (**) indican una estación que fue construida y firmada por Metromedia o sus compañías predecesoras.
- Esta lista no incluye WDTV (ahora KDKA-TV) en Pittsburgh o KCTY en Kansas City. Aunque DuMont fue dueño de las dos estaciones en algún momento, Metromedia nunca fue dueño de ninguna de estas dos estaciones.

### Estaciones de televisión
| Ciudad de licencia / Mercado                              | Estación        | Canal de televisión (Televisión digital terrestre) | Años de propiedad | Estado de propiedad actual                                                             |
| --------------------------------------------------------- | --------------- | -------------------------------------------------- | ----------------- | -------------------------------------------------------------------------------------- |
| los Angeles                                               | KTTV            | 11 (11)                                            | 1963-1986         | Propiedad y operación de Fox                                                           |
| San Francisco - Oakland - San José                        | SABÍA-TV        | 32 (33)                                            | 1968-1970         | Estación independiente no comercial, KMTP-TV, propiedad de Minority Television Project |
| Stockton - Sacramento - Modesto                           | KOVR            | 13 (25)                                            | 1959-1964         | Propiedad y operación de CBS                                                           |
| Washington D. C.                                          | WTTG **         | 5 (36)                                             | 1956-1986         | Propiedad y operación de Fox                                                           |
| chicago                                                   | WFLD-TV         | 32 (31)                                            | 1983-1986         | Propiedad y operación de Fox                                                           |
| Decatur - Springfield - <br /> Champán - Urbana, Illinois | WTVP            | 17 (17)                                            | 1960-1965         | Afiliado de NBC, WAND, propiedad de Block Communications                               |
| Peoria - Bloomington, Illinois                            | WTVH-TV         | 19 (19)                                            | 1959-1965         | TBD, propiedad y operación WHOI                                                        |
| Newport, KY - Cincinnati                                  | WXIX-TV         | 19 (29)                                            | 1972-1983         | Filial de Fox propiedad de Grey Television                                             |
| Bostón                                                    | WCVB-TV         | 5 (20)                                             | 1982-1986         | Filial de ABC propiedad de Hearst Television                                           |
| Mineápolis - St. Paul                                     | WTCN-TV         | 11 (11)                                            | 1972-1983         | Afiliada de NBC, KARE, hoy propiedad de Tegna                                          |
| Kansas City, Misuri                                       | KMBC-TV 1       | 9 (29)                                             | 1961-1982         | Filial de ABC propiedad de Hearst Television                                           |
| Nueva York                                                | WABD/WNEW-TV ** | 5 (44)                                             | 1956-1986         | Propiedad y operación de Fox, WNYW                                                     |
| Dallas - Fort Worth                                       | KRLD-TV         | 33 (32)                                            | 1983–1986         | Filial deThe CW, KDAF, propiedad de Nexstar Media Group                                |
| houston                                                   | KRIV-TV         | 26 (26)                                            | 1978-1986         | Propiedad y operación de Fox                                                           |

### Estaciones de radio
| Estación AM | Estación FM |

| Ciudad de Licencia/Mercado           | Estación             | Años de propiedad | Propiedad actual              |
| ------------------------------------ | -------------------- | ----------------- | ----------------------------- |
| los Angeles                          | KLAC 570             | 1963-1984         | iHeartMedia                   |
| los Angeles                          | KLAC-FM 102.7        | 1963-1965         | KIIS-FM, iHeartMedia          |
| los Angeles                          | KLAC-FM/KMET 94.7    | 1965-1986         | KTWV, Audacia, Inc.           |
| San Francisco-Oakland                | SABÍA 910            | 1966-1980         | KKSF, iHeartMedia             |
| San Francisco-Oakland                | KSAN-FM 94.9         | 1966-1981         | KYLD, iHeartMedia             |
| Denver - Boulder                     | KHOW 630             | 1981-1985         | iHeartMedia                   |
| Washington D. C.                     | WASH-FM 97.1         | 1968-1986         | iHeartMedia                   |
| Tampa - San Petersburgo - Clearwater | WWBA-FM 107.3        | 1981-1986         | WXGL, Cox Media Group         |
| chicago                              | WDHF/WMET-FM 95.5    | 1972-1983         | WCHI-FM, iHeartMedia          |
| baltimore                            | WCBM680              | 1963-1986         | WCBM Maryland Inc.            |
| baltimore                            | WCBM-FM 106.5        | 1963-1968         | WWMX, Audacy, Inc.            |
| detroit                              | WOMC 104.3           | 1972-1986         | audacia, inc.                 |
| Kansas City, Misuri                  | KMBC–980 1           | 1961-1967         | KMBZ, Audacia, Inc.           |
| Kansas City, Misuri                  | KMBC-FM/KMBR 99.7 ** | 1962-1967         | KZPT, Audacy, Inc.            |
| Nueva York                           | WNUEVO 1130          | 1957-1986         | WBBR, Bloomberg LP            |
| Nueva York                           | WNUEVO-FM 102.7 **   | 1958-1986         | audacia, inc.                 |
| Filadelfia                           | Trabajo en curso 610 | 1959-1986         | WTEL, Beasley Broadcast Group |
| Filadelfia                           | WIP-FM/WMMR 93.3     | 1959-1986         | Grupo de difusión de Beasley  |
| cleveland                            | WHK 1420 2           | 1958-1972         | Grupo de medios de Salem      |
| cleveland                            | WHK-FM/WMMS 100.7 2  | 1958-1972         | iHeartMedia                   |
| Dallas - Fort Worth                  | KRLD 1080 3          | 1978-1986         | audacia, inc.                 |
| Seattle - Tacoma                     | KJR 950              | 1980-1984         | iHeartMedia                   |